# Оджибина
Оджбина (абх. Аџьбна, груз. ოჯიბინა) — село в Абхазии, в Гулрыпшском районе частично признанной Республики Абхазия, согласно административному делению Грузии — в Гульрипшском муниципалитете Абхазской Автономной Республики, у устья реки Кодор на побережье Чёрного моря.

## Население
В 1959 году в селе Оджбина жило 215 человек, в основном грузины. В 1989 году в селе жило 129 человек, также в основном грузины.